# Terre-de-Bancalié
Terre-de-Bancalié est une commune nouvelle française résultant de la fusion — au 1er janvier 2019 — des communes de Ronel, Roumégoux, Saint-Antonin-de-Lacalm, Saint-Lieux-Lafenasse, Terre-Clapier et Le Travet, située dans le département du Tarn, en région Occitanie.

## Géographie

### Localisation
Les communes limitrophes sont  Arifat, Dénat, Fauch, Lombers, Mont-Roc, Montredon-Labessonnié, Mouzieys-Teulet, Réalmont, Teillet, Villefranche-d'Albigeois et Vénès.
| Mouzieys-Teulet, Fauch, Dénat | Villefranche-d'Albigeois | Teillet  |
| Lombers, Réalmont             | Terre-de-Bancalié        | Mont-Roc |
| Vénès                         | Montredon-Labessonnié    | Arifat   |

### Climat
Pour des articles plus généraux, voir Climat de l'Occitanie et Climat du Tarn.
En 2010, le climat de la commune est de type climat océanique altéré, selon une étude du Centre national de la recherche scientifique s'appuyant sur une série de données couvrant la période 1971-2000. En 2020, Météo-France publie une typologie des climats de la France métropolitaine dans laquelle la commune est toujours exposée à un climat océanique altéré et est dans la région climatique Aquitaine, Gascogne, caractérisée par une pluviométrie abondante au printemps, modérée en automne, un faible ensoleillement au printemps, un été chaud (19,5 °C), des vents faibles, des brouillards fréquents en automne et en hiver et des orages fréquents en été (15 à 20 jours).
Pour la période 1971-2000, la température annuelle moyenne est de 12,4 °C, avec une amplitude thermique annuelle de 15,5 °C. Le cumul annuel moyen de précipitations est de 1 007 mm, avec 10,5 jours de précipitations en janvier et 6,1 jours en juillet. Pour la période 1991-2020, la température moyenne annuelle observée sur la station météorologique de Météo-France la plus proche, « Montredon-Labessonnié », sur la commune de Montredon-Labessonnié à 11 km à vol d'oiseau, est de 12,1 °C et le cumul annuel moyen de précipitations est de 1 133,8 mm. 
La température maximale relevée sur cette station est de 39,6 °C, atteinte le 21 juillet 1989 ; la température minimale est de −15,6 °C, atteinte le 12 janvier 1987,,.
Les paramètres climatiques de la commune ont été estimés pour le milieu du siècle (2041-2070) selon différents scénarios d'émission de gaz à effet de serre à partir des nouvelles projections climatiques de référence DRIAS-2020. Ils sont consultables sur un site dédié publié par Météo-France en novembre 2022.

## Urbanisme

### Typologie
Au 1er janvier 2024, Terre-de-Bancalié est catégorisée commune rurale à habitat très dispersé, selon la nouvelle grille communale de densité à sept niveaux définie par l'Insee en 2022.
Elle est située hors unité urbaine. Par ailleurs la commune fait partie de l'aire d'attraction d'Albi, dont elle est une commune de la couronne,. Cette aire, qui regroupe 91 communes, est catégorisée dans les aires de 50 000 à moins de 200 000 habitants,.

## Toponymie
Le barrage de la Bancalié (Bancaliá en occitan, prononciation locale /Bancaliè/) se situe au centre de la commune nouvelle.

## Histoire
La commune est créée au 1er janvier 2019 par un arrêté préfectoral du 29 novembre 2018. Son chef-lieu est fixé à Roumégoux.

## Politique et administration

### Liste des maires
| Période      | Période                   | Identité            | Étiquette | Qualité                                                                     |
| ------------ | ------------------------- | ------------------- | --------- | --------------------------------------------------------------------------- |
| Janvier 2019 | En cours (au 27 mai 2020) | Jean-Luc Cantaloube | DVG       | Président de la CC Centre Tarn (2013 → ) Conseiller départemental (2021 → ) |

### Communes déléguées
| Nom                     | Code Insee | Intercommunalité  | Superficie (km2) | Population (dernière pop. légale) | Densité (hab./km2) |
| ----------------------- | ---------- | ----------------- | ---------------- | --------------------------------- | ------------------ |
| Roumégoux (siège)       | 81233      | CC Centre Tarn    | 13,43            | 251 (2016)                        | 19                 |
| Ronel                   | 81226      | CC du Réalmontais | 9,89             | 336 (2016)                        | 34                 |
| Saint-Antonin-de-Lacalm | 81241      | CC du Réalmontais | 28,09            | 272 (2016)                        | 9,7                |
| Saint-Lieux-Lafenasse   | 81260      | CC du Réalmontais | 12,19            | 456 (2016)                        | 37                 |
| Terre-Clapier           | 81296      | CC du Réalmontais | 12,1             | 259 (2016)                        | 21                 |
| Le Travet               | 81301      | CC du Réalmontais | 8,44             | 122 (2016)                        | 14                 |

## Population et société

### Démographie

#### Évolution démographique
L'évolution du nombre d'habitants est connue à travers les recensements de la population effectués dans la commune depuis sa création.

En 2022, la commune comptait 1 728 habitants, en évolution de +1,89 % par rapport à 2016 (France hors Mayotte : +2,11 %).
| 2015  | 2020  | 2022  |
| ----- | ----- | ----- |
| 1 673 | 1 730 | 1 728 |

#### Pyramide des âges
La population de la commune est relativement jeune. En 2018, le taux de personnes d'un âge inférieur à 30 ans s'élève à 30,5 %, soit un taux comparable à la moyenne départementale (30,7 %). Le taux de personnes d'un âge supérieur à 60 ans (27,9 %) est inférieur au taux départemental (31,9 %).
En 2018, la commune comptait 881 hommes pour 833 femmes, soit un taux de 51,40 % d'hommes, supérieur au taux départemental (48,22 %).
Les pyramides des âges de la commune et du département s'établissent comme suit :
| Hommes | Classe d’âge | Femmes |
| ------ | ------------ | ------ |
| 0,8    | 90 ou +      | 0,8    |
| 8,2    | 75-89 ans    | 11,4   |
| 18,6   | 60-74 ans    | 15,9   |
| 22,8   | 45-59 ans    | 22,1   |
| 19,2   | 30-44 ans    | 19,2   |
| 11,9   | 15-29 ans    | 11,7   |
| 18,6   | 0-14 ans     | 18,8   |

| Hommes | Classe d’âge | Femmes |
| ------ | ------------ | ------ |
| 1,2    | 90 ou +      | 2,8    |
| 9,5    | 75-89 ans    | 12,2   |
| 19,6   | 60-74 ans    | 20,1   |
| 20,7   | 45-59 ans    | 20,1   |
| 16,7   | 30-44 ans    | 16,3   |
| 15,4   | 15-29 ans    | 13,3   |
| 17     | 0-14 ans     | 15,1   |

## Économie

### Revenus
En 2018, la commune compte 703 ménages fiscaux, regroupant 1 673 personnes. La médiane du revenu disponible par unité de consommation est de 19 980 € (20 400 € dans le département).

### Emploi
|                | 2008  | 2013  | 2018  |
| -------------- | ----- | ----- | ----- |
| Commune        | 6,9 % | 6,9 % | 7,8 % |
| Département    | 8,2 % | 9,9 % | 10 %  |
| France entière | 8,3 % | 10 %  | 10 %  |

En 2018, la population âgée de 15 à 64 ans s'élève à 1 033 personnes, parmi lesquelles on compte 76,1 % d'actifs (68,3 % ayant un emploi et 7,8 % de chômeurs) et 23,9 % d'inactifs,. Depuis 2008, le taux de chômage communal (au sens du recensement) des 15-64 ans est inférieur à celui de la France et du département.
La commune fait partie de la couronne de l'aire d'attraction d'Albi, du fait qu'au moins 15 % des actifs travaillent dans le pôle,. Elle compte 221 emplois en 2018, contre 213 en 2013 et 210 en 2008. Le nombre d'actifs ayant un emploi résidant dans la commune est de 713, soit un indicateur de concentration d'emploi de 30,9 % et un taux d'activité parmi les 15 ans ou plus de 57 %.
Sur ces 713 actifs de 15 ans ou plus ayant un emploi, 176 travaillent dans la commune, soit 25 % des habitants. Pour se rendre au travail, 84,6 % des habitants utilisent un véhicule personnel ou de fonction à quatre roues, 1,1 % les transports en commun, 6,2 % s'y rendent en deux-roues, à vélo ou à pied et 8,1 % n'ont pas besoin de transport (travail au domicile).

### Activités hors agriculture

#### Secteurs d'activités
117 établissements sont implantés  à Terre-de-Bancalié au 31 décembre 2019. Le tableau ci-dessous en détaille le nombre par secteur d'activité et compare les ratios avec ceux du département,.
| Secteur d'activité                                                                                        | Commune | Commune | Département |
| Secteur d'activité                                                                                        | Nombre  | %       | %           |
| --- | ------- | ------- | ----------- |
| Ensemble                                                                                                  | 117     | 100 %   | (100 %)     |
| Industrie manufacturière, industries extractives et autres                                                | 30      | 25,6 %  | (13 %)      |
| Construction                                                                                              | 18      | 15,4 %  | (12,5 %)    |
| Commerce de gros et de détail, transports, hébergement et restauration                                    | 18      | 15,4 %  | (26,7 %)    |
| Information et communication                                                                              | 4       | 3,4 %   | (2,1 %)     |
| Activités financières et d'assurance                                                                      | 1       | 0,9 %   | (3,3 %)     |
| Activités immobilières                                                                                    | 4       | 3,4 %   | (4,2 %)     |
| Activités spécialisées, scientifiques et techniques et activités de services administratifs et de soutien | 20      | 17,1 %  | (13,8 %)    |
| Administration publique, enseignement, santé humaine et action sociale                                    | 8       | 6,8 %   | (15,5 %)    |
| Autres activités de services                                                                              | 14      | 12 %    | (9 %)       |

Le secteur de l'industrie manufacturière, des industries extractives et autres est prépondérant sur la commune puisqu'il représente 25,6 % du nombre total d'établissements de la commune (30 sur les 117 entreprises implantées  à Terre-de-Bancalié), contre 13 % au niveau départemental.

#### Entreprises et commerces
Les cinq entreprises ayant leur siège social sur le territoire communal qui génèrent le plus de chiffre d'affaires en 2020 sont : 
- JCB Ingenierie, ingénierie, études techniques (87 k€) ;
- Ma Coquille D'huitre, commerce de détail alimentaire sur éventaires et marchés (85 k€) ;
- Acd Constructions SAS, fabrication de charpentes et d'autres menuiseries (71 k€) ;
- SARL De La Fabrie, activités de soutien aux cultures (67 k€) ;
- Nectras, production d'électricité (10 k€).

### Agriculture
Le nombre d'exploitations agricoles en activité et ayant leur siège dans la commune est de 81 lors du recensement agricole de 2020 et la surface agricole utilisée de 4440 ha,.

## Culture locale et patrimoine

### Lieux et monuments

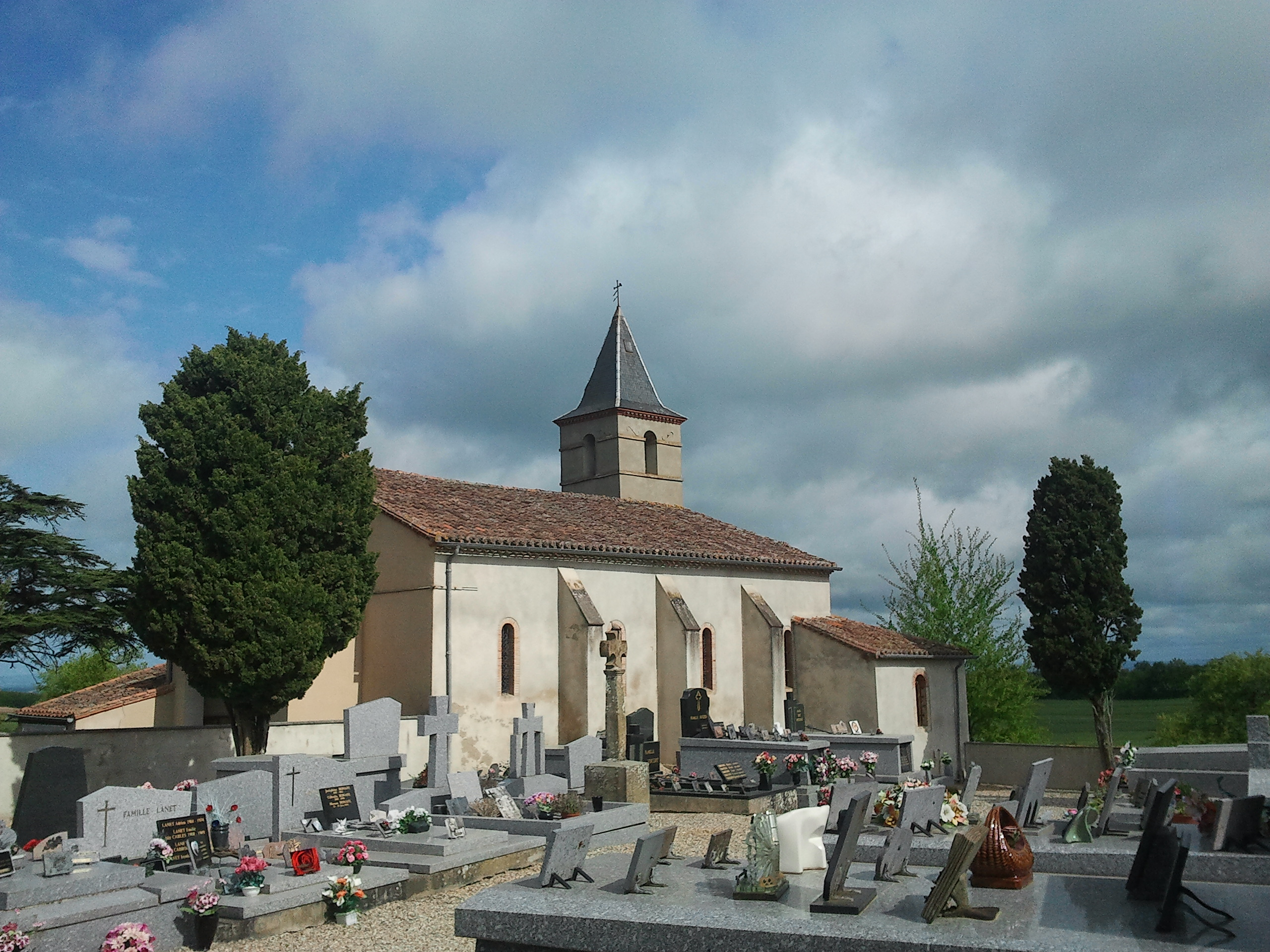
Église Saint-Antonin de Saint-Antonin-de-Lacalm.
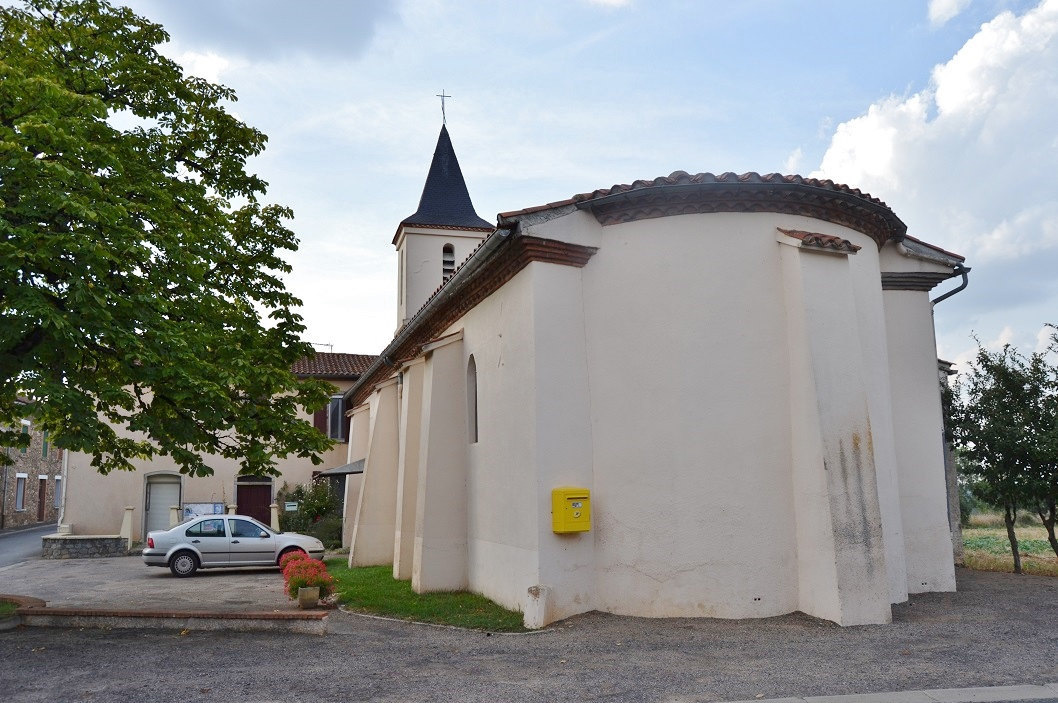
Église Saint-Étienne du Travet.
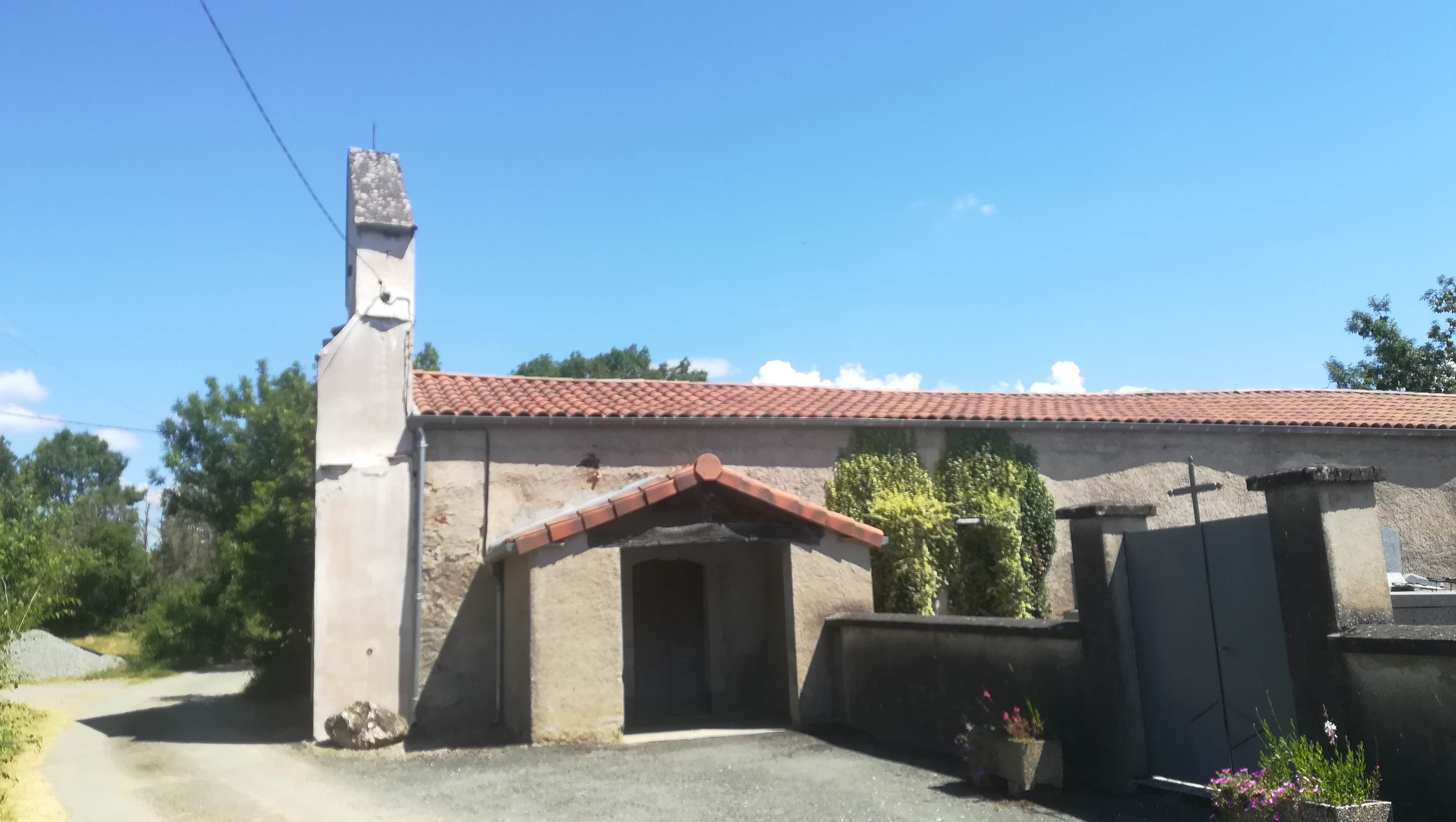
Église Saint-Jacques de Travanet.
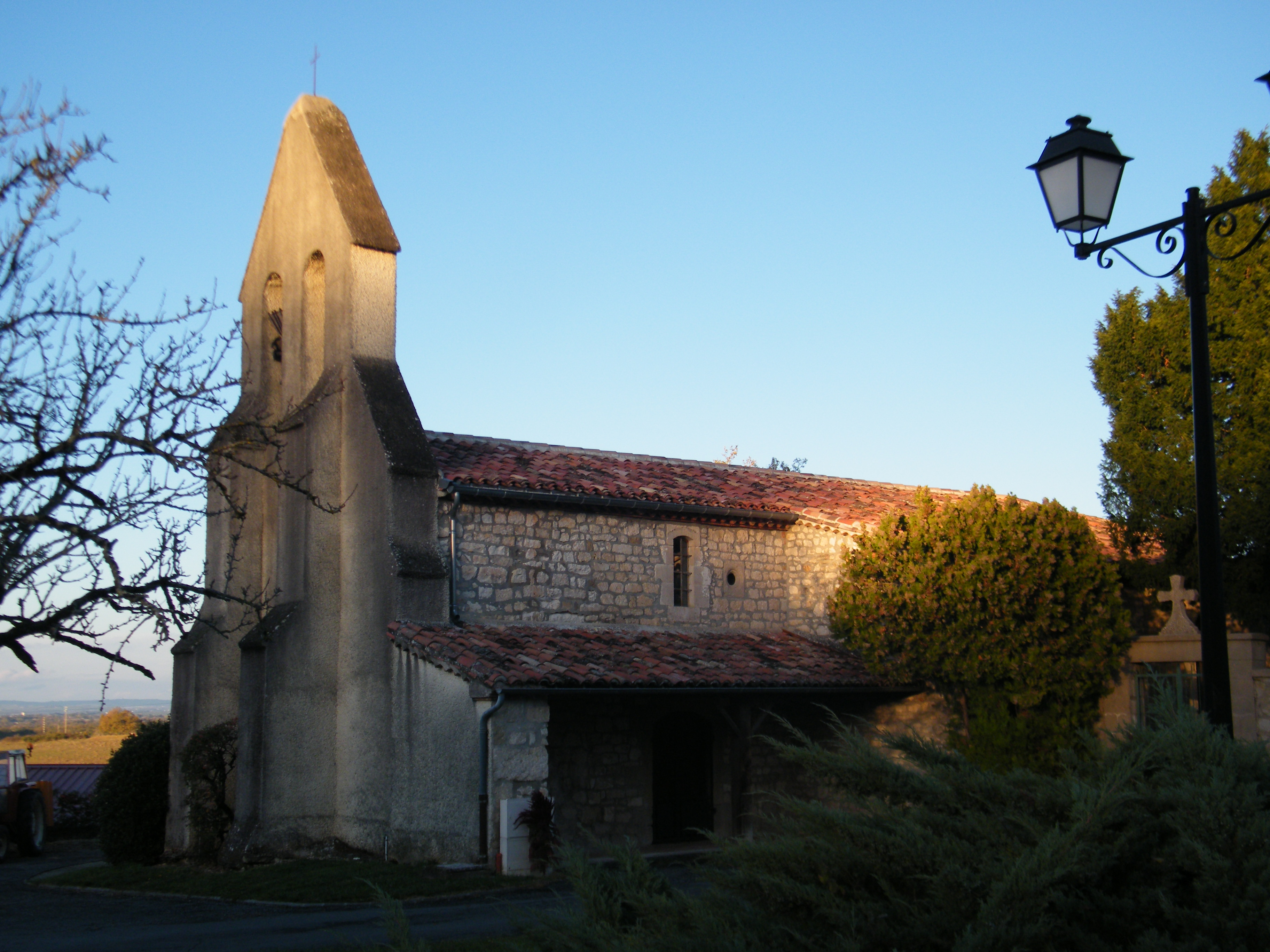
Église Saint-Jean-Baptiste de Saint-Jean-de-Prémiac.
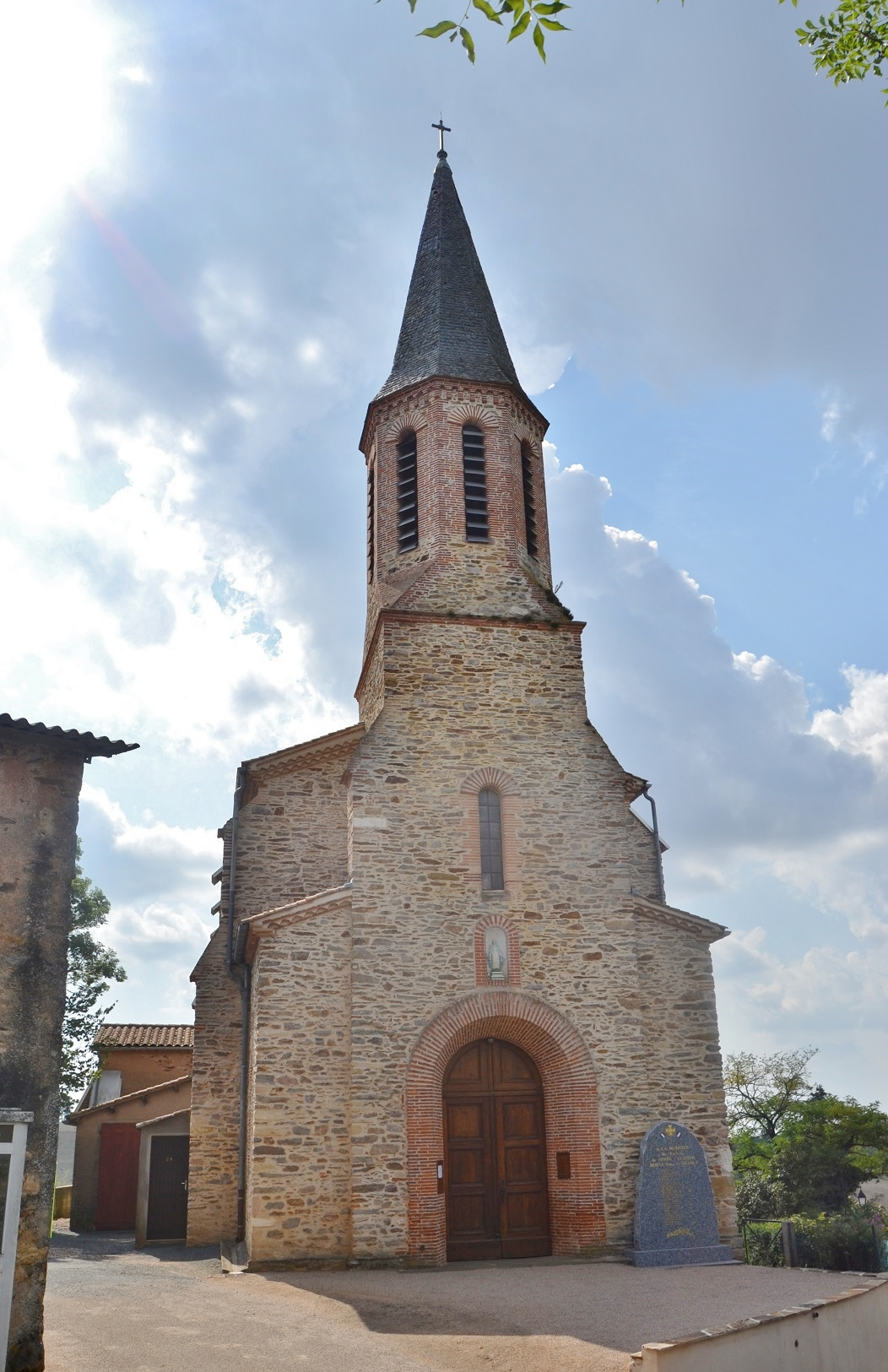
Église Saint-Martial de Ronel.
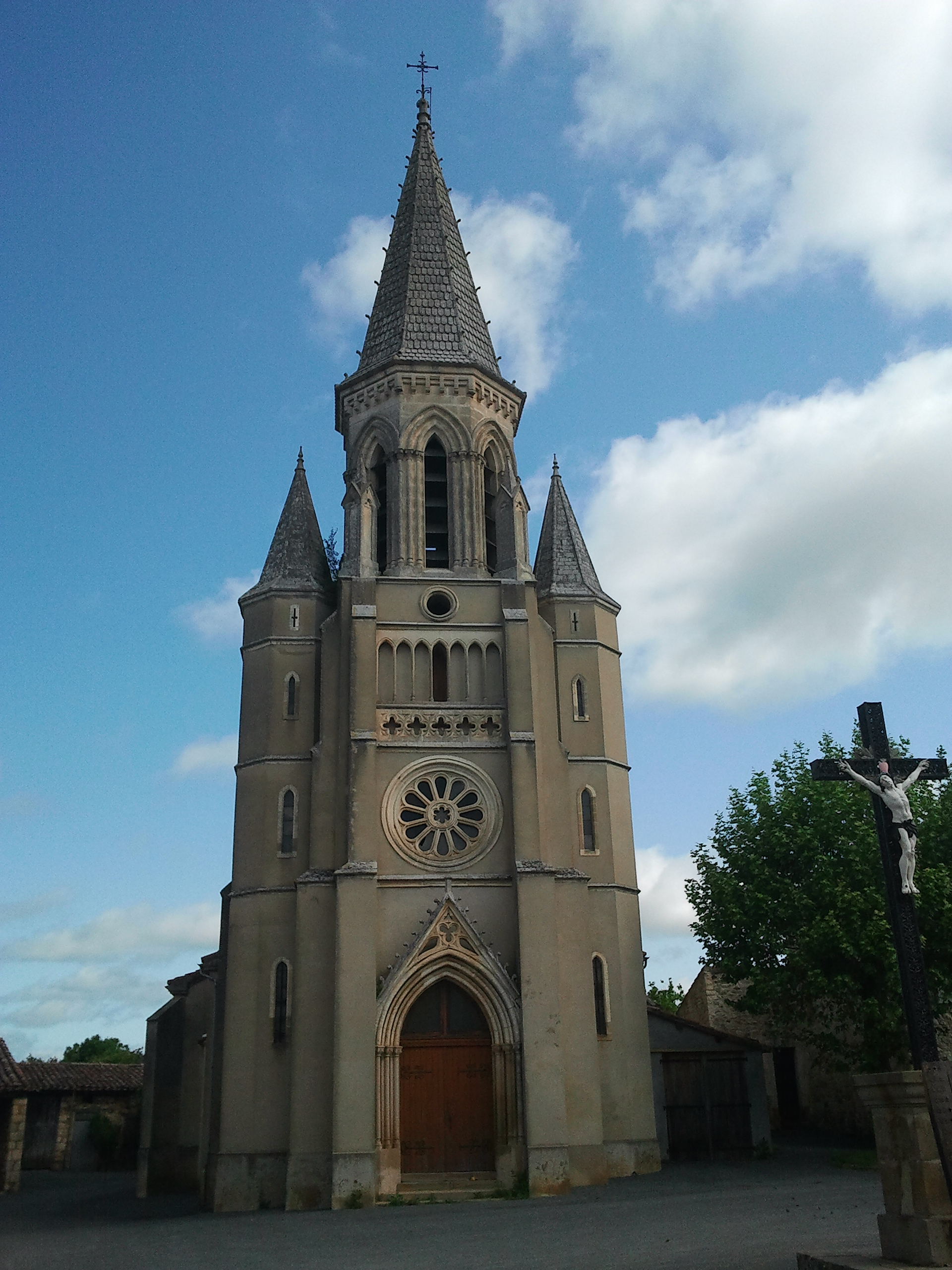
Église Saint-Léonce de Saint-Lieux et celle de Lafenasse.
- Église Saint-Salvy de Saint-Salvy-de-Fourestes.
- Chapelle Notre-Dame de la Brune de Roumégoux.
- Église Saint-Martial de Roumégoux.

- Église Saint-Antonin de Saint-Antonin-de-Lacalm.
- Église Saint-Étienne du Travet.
- Église Saint-Jacques de Travanet.
- Église Saint-Martial de Ronel.
- Église Saint-Salvy de Saint-Salvy-de-Fourestes.
- Église Saint-Martial de Roumégoux.